# Burrata di Andria
La Burrata di Andria è un formaggio I.G.P. di latte vaccino, a pasta filata, a forma di sacca con la caratteristica chiusura apicale. Il suo ripieno morbido e filamentoso è composto da sfilacci di pasta filata e panna il cui insieme è detto stracciatella. Le materie prime selezionate, la particolare lavorazione manuale che prevede obbligatoriamente la sfilacciatura manuale  della pasta filata e la caratteristica chiusura apicale (testa), sono gli elementi distintivi della Burrata di Andria. Per realizzare l'interno, infatti, la pasta filata deve essere necessariamente sfilacciata (stracciata) a mano fino ad ottenere dei "lucini" irregolari anche della dimensione di un capello (distinguendosi così facilmente da triti realizzati meccanicamente). Inoltre, lo sfilaccio manuale consente alla pasta filata interna di amalgamarsi alla panna in modo equilibrato, ottenendo così un ripieno "morbido", grazie al corretto assorbimento della panna (non troppo denso né troppo liquido); pertanto al taglio vi sarà la fuoriuscita di panna e sfilacci.

## Origine
L'invenzione della burrata è frutto della sapiente arte casearia andriese. Si tramanda oralmente che in un’antica masseria nei primi decenni del secolo scorso Lorenzo Bianchino abbia inventato la burrata di Andria. Si racconta che a causa di una forte nevicata, non  potendo trasferire il latte in città, dovendo necessariamente trasformarlo e soprattutto utilizzare la panna o crema che naturalmente affiorava, seguendo il concetto di produzione delle mantéche (involucri di pasta filata stagionata in cui è conservato il burro), provò a realizzare con lo stesso principio un prodotto fresco.
Pensò pertanto di mescolare insieme i residui della lavorazione della pasta filata con della panna richiudendo il tutto in un involucro fatto anch'esso di pasta filata, donandole, infine, la caratteristica chiusura apicale.

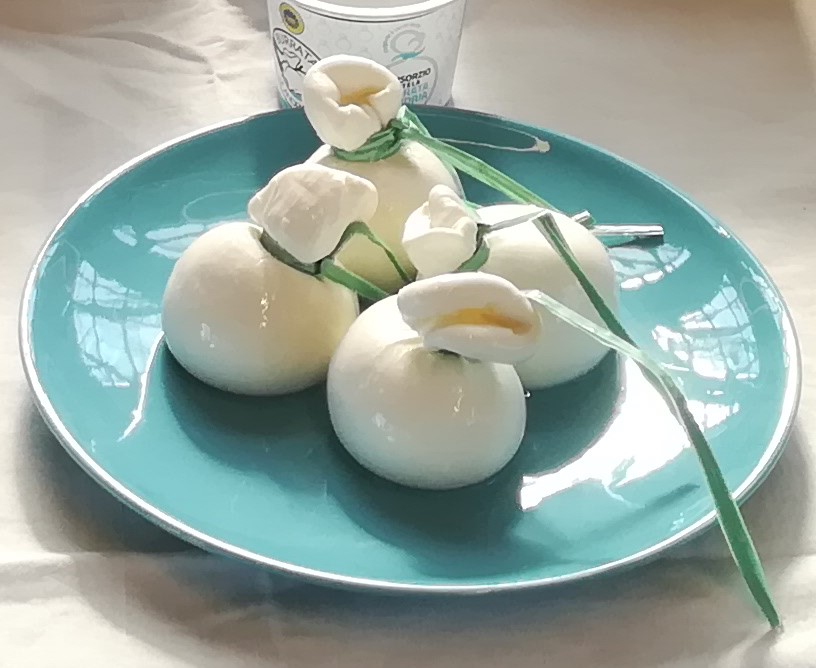

## Caratteristiche principali
La burrata di Andria si presenta come una sacchetto di pasta filata foggiato a mano nel quale include "sfilacci" della stessa pasta filata e panna. L'insieme di panna e "sfilacci" di pasta filata è detto "stracciatella". La stracciatella deriva proprio dalle modalità di preparazione del contenuto. La pasta filata viene stracciata a mano a formare dei "lucini" irregolari.
Il peso varia da 100 g a 1000 g e si presenta all'aspetto di colore bianco latte, con un involucro spesso circa 2 mm. La consistenza del ripieno è di una massa sfilacciata immersa nella panna. La forma è di una sacca tonda, dalla caratteristica chiusura apicale. L'aroma con piacevoli sentori di lattico fresco o cotto, burro e panna. Al gusto si apprezzano note dolci, sapide e acide ben in equilibrio.

## Processo di produzione
La burrata di Andria  viene prodotta tutto l'anno e il metodo di lavorazione prevede le seguenti fasi:
Acidificazione: Si procede alla fermentazione del latte in modo naturale con fermenti selezionati, latte innesto o siero innesto, oppure con l'aggiunta di acidi alimentari (acido citrico o lattico).
Riscaldamento: all'acidificazione del latte segue il riscaldamento in caldaia alla temperatura di 35° - 37 °C
Coagulazione: segue l'aggiunta del caglio naturale di vitello o microbico vegetale che deve favorire in pochi minuti la coagulazione del latte. A coagulazione avvenuta si procede alla rottura della cagliata fino all'ottenimento di grani di dimensione di una nocciola. Dopo la rottura segue un periodo di risposo nel corso del quale il siero sgronda dalla cagliata che si assesta e acidifica per la filatura.
Filatura: Trascorso il periodo di maturazione, ove necessario, la cagliata viene filata con acqua bollente in alcuni casi salata.
Formatura e raffreddamento: Opportunamente lavorata, una parte di pasta filata deve essere ridotta in fettucce, quindi raffreddate in acqua, poi viene sfilacciata, formando un ammasso spugnoso, che miscelato con la panna liquida costituirà il ripieno della Burrata di Andria . La restante parte di pasta filata viene forgiata in sacchetti che vengono riempiti con la miscela precedentemente preparata.
Dopo aver richiuso su se stesso il sacchetto con il suo contenuto, e modellata con cura l'imboccatura, la forma viene sigillata con acqua bollente e/o legata al collo con legacci, raffreddata immediatamente in acqua per un tempo che varia secondo la pezzatura.
Salatura: La fase della salatura può avvenire mediante immersione in salamoia dopo il raffreddamento, o in pasta durante la filatura.
Confezionamento: La Burrata di Andria deve essere confezionata nell'azienda di produzione all'interno della zona geografica delimitata, in quanto si tratta di un prodotto fresco che tende facilmente a deperire.
La Burrata di Andria può essere confezionata:
- in sacchetti di materiale plastificato per alimenti, quindi avvolta in carta plastificata e legata all'apice con steli di rafia per uso alimentare,
- avvolta con foglie plastificate di colore verde;
- in vaschette, in barattoli o bicchieri e/o immersa nel liquido di governo.

Il prodotto deve essere conservato ad una temperatura di 4 °C ±2.
La pezzatura di ogni confezione è compresa tra 100 g e 1000 g
La manteca è un prodotto agroalimentare simile alla burrata, ma con l'involucro esterno più duro realizzato con la pasta della scamorza al cui interno è presente il burro.

## Il riconoscimento IGP
A partire da novembre 2016, la Burrata di Andria ha ottenuto dall'Unione europea il riconoscimento di Indicazione geografica protetta (IGP). La produzione è consentita su tutto il territorio regionale. Il latte vaccino con cui viene prodotto deve soddisfare determinate caratteristiche organolettiche ed anche le fasi di produzione sono rigidamente regolamentate. La produzione è tutelata dal Consorzio di Tutela della Burrata di Andria IGP.